# الیکسیر
الیکسیر (به انگلیسی: Elixyr) یک برند سیگار ایجاد شده در لوکزامبورگ است؛ مالک فعلی این برند Landewyck Tobacco است. این برند در سال ۱۹۹۸ پایه‌گذاری گردید.